# Marie Luplau

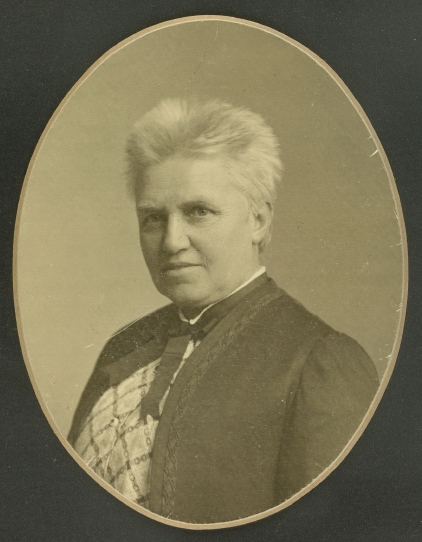
Marie Luplau

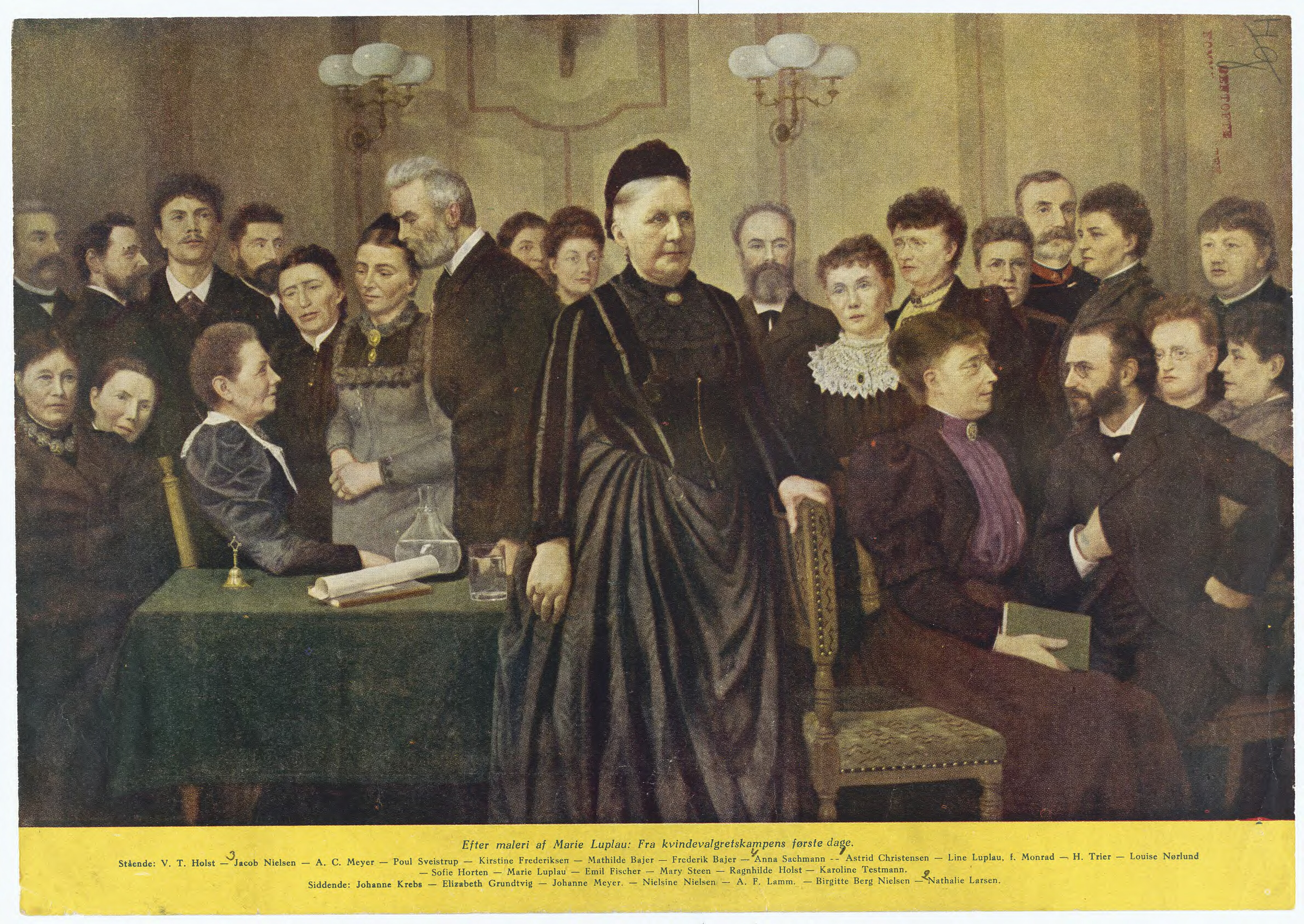
Gemälde von Marie Luplau: Fra kvindevalgretskampens første dage (1897). Marie Luplau stehend vierte von rechts.

Henriette Marie Antonette Luplau (* 7. September 1848 in Hillerød, Dänemark; † 16. August 1925 in Frederiksberg Kommune, Dänemark) war eine dänische Künstlerin und Pädagogin. Mit ihrer Partnerin, der Künstlerin Emilie Mundt, leitete sie eine Kunstschule für Frauen in Kopenhagen.

## Leben und Werk

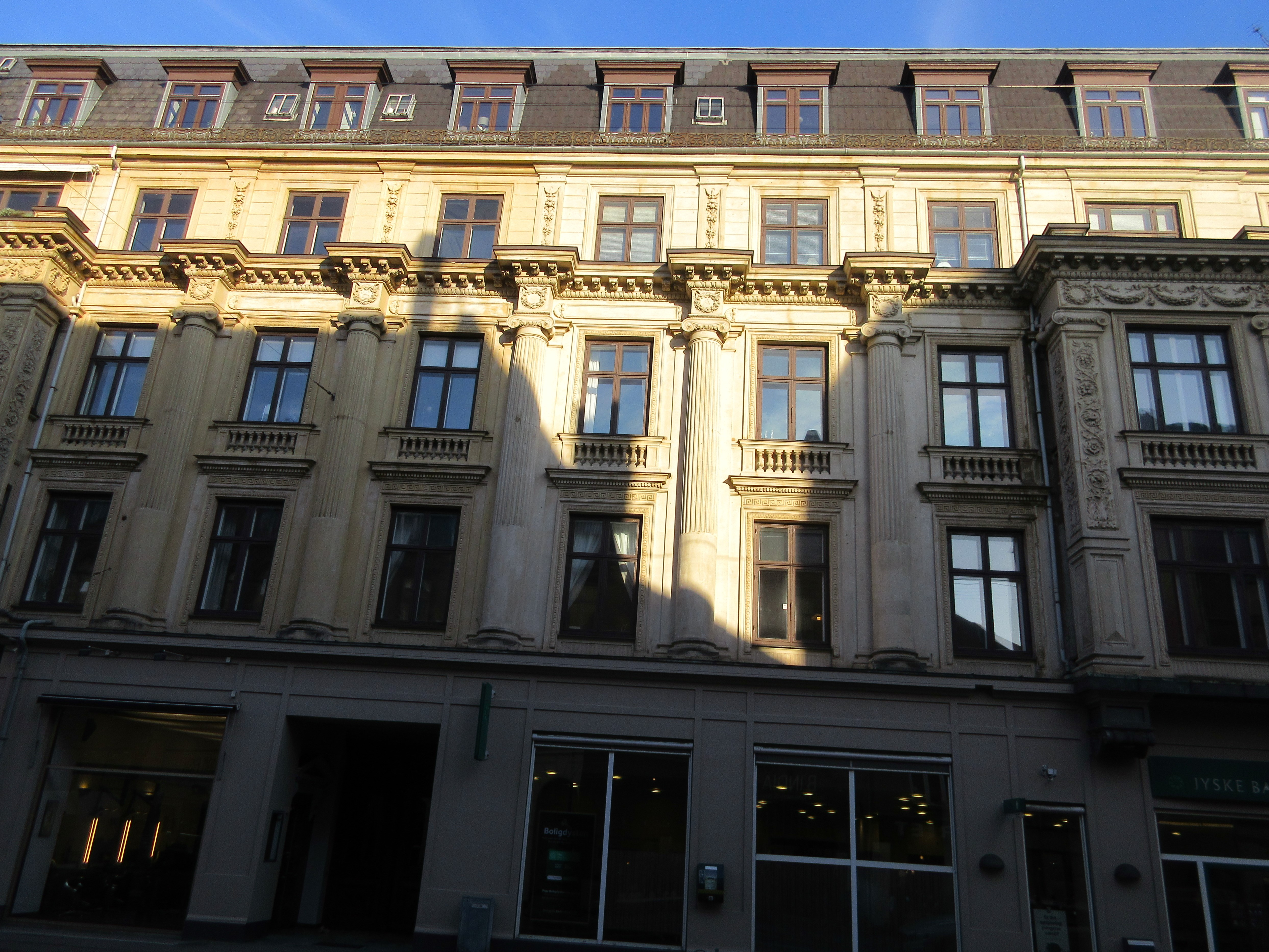
Gammel Kongevej 136–138 in Frederiksberg, Dänemark. Das Gebäude, in dem sich Luplaus Wohnung und Malschule im obersten Stockwerk befanden

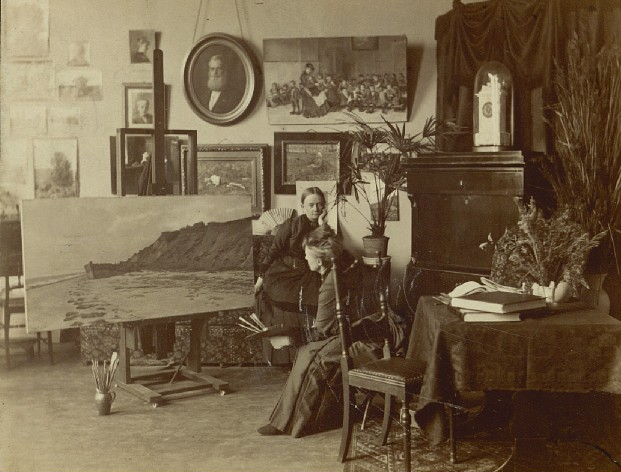
Marie Luplau und Emilie Mundt in ihrem Haus Frederiksberg

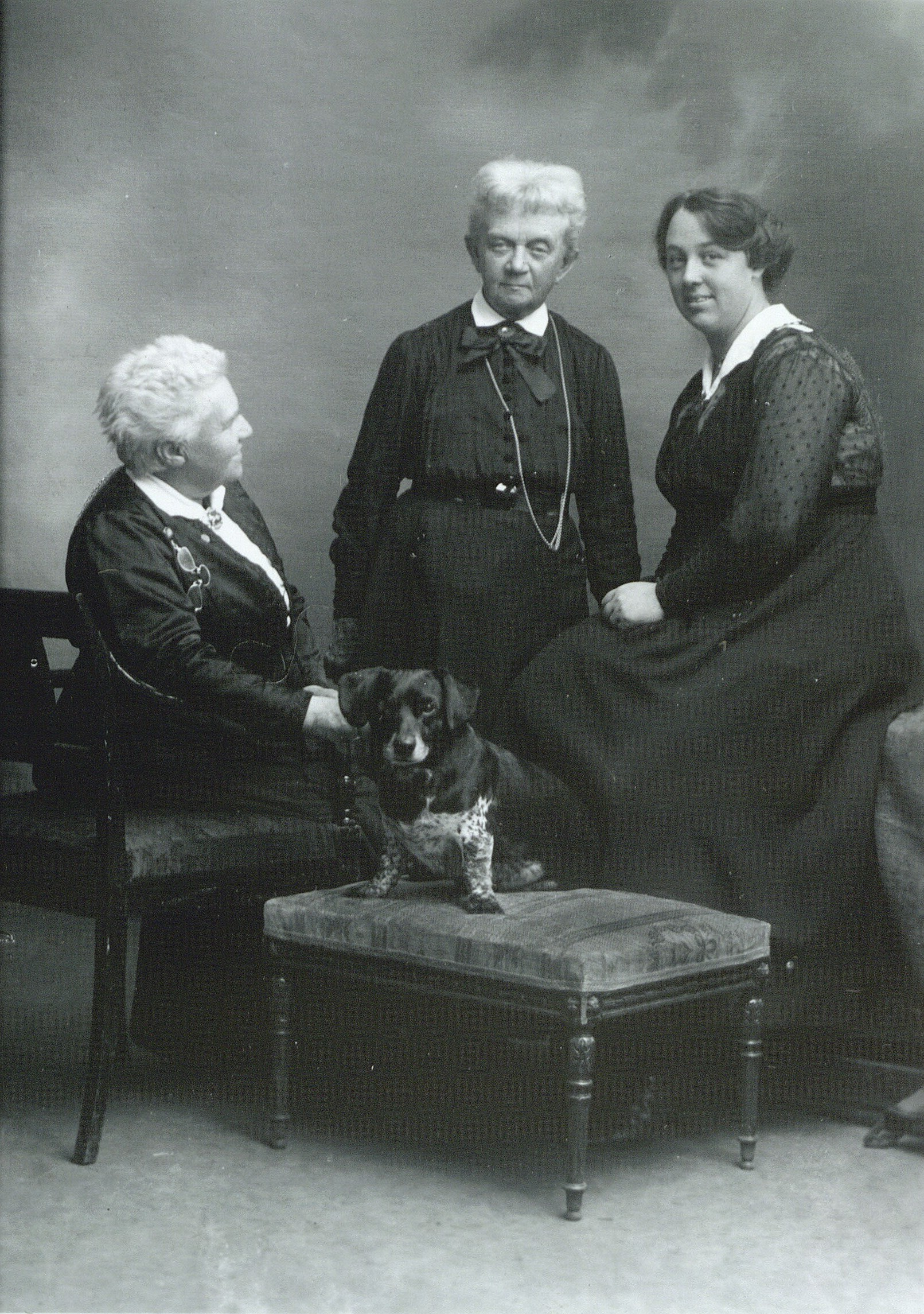
Marie Luplau, Emilie Mundt und ihre Adoptivtochter

Luplau war die Tochter des Pfarrers Daniel Carl Erhard und der Zeitungsverlegerin und Frauenrechtlerin Line Luplau. Sie studierte ab 1870 an der Malschule von Vilhelm Kyhn, einem der wenigen Dozenten in Kopenhagen, der bereit war, Studentinnen aufzunehmen. Hier lernte sie Emilie Mundt kennen, mit der sie bis zu ihrem Lebensende zusammenlebte und arbeitete.
1875 reichten Luplau und fünf weitere Künstlerinnen mit Unterstützung der Dänischen Frauenvereinigung Bewerbungen für ein Studium an der Königlich Dänischen Kunstakademie ein, wo sie aber aufgrund ihres Geschlechts nicht aufgenommen wurden. Das Zeichnen aus dem Leben (Akte) galt als nicht anständig für Frauen, und sie wurden erst 1888 zugelassen.

## Künstlerische Ausbildung in München und Frankreich
Daraufhin ging Luplau mit Mundt für acht Monate nach München, wo sich derzeit die erste Künstlerkolonie skandinavischer Frauen befand. Neben den dänischen Malerinnen Bertha Wegmann und Johanne Krebs hielten sich dort auch die norwegischen Malerinnen Harriet Backer, Kitty Kielland und Asta Nørregaard sowie die norwegische Autorin Camilla Collett auf. In München hatte die Malerei sowohl im Symbolgehalt als auch in der Maltechnik eine Neuorientierung erfahren, und Luplau lernte diese Technik, die sich grundlegend von der dänischen unterschied.
1878 hatte Luplau ihre erste Ausstellung auf der Frühlingsausstellung in Charlottenborg. Zusammen mit anderen Künstlern versuchte sie dann, sich innerhalb der etablierten Kunstwelt weiterzubilden. Als dies aber in Dänemark nicht möglich war, reiste sie von 1882 bis 1884 gemeinsam mit Mundt nach Paris, um an der Académie Colarossi zu studieren. Während ihres Aufenthaltes in diesem internationalen Kunstumfeld lernte sie das Malen von Aktmodellen und lernte unter anderen den französischen Maler Jules Bastien-Lepage kennen. Sie entwickelte sich als Landschaftsmalerin und reiste mit Mundt mehrmals in die Bretagne, um dort in der Natur zu malen.
Nach ihrem Aufenthalt in München lebte Luplau zusammen mit Mundt in Kopenhagen und ab 1886 am Gammel Kongevej 138–138 in Frederiksberg. In ihrem gemeinsamen Haus gründeten sie eine private Zeichen- und Malschule, um Frauen auf die Zulassung zu den Programmen der Kunstakademie vorzubereiten. Diese Schule war bis 1913 in Betrieb und zu den Schülerinnen gehörten Emilie Demant Hatt, Astrid Holm und Olivia Holm-Møller.
Wie ihre Mutter Line Luplau engagierte sich Luplau für das Frauenwahlrecht und war eine Autorin für Tageszeitungen und Zeitschriften. Von 1891 bis 1897 schuf sie ein Gruppenporträt für das dänische Parlament, das die Mitglieder der Frauenwahlbewegung darstellt, wobei ihre Mutter Line Luplau vorne platziert wurde. Das Gemälde wurde 1917 nach der Erlangung des Frauenwahlrechts 1915 im dänischen Parlamentsgebäude aufgehängt.
Zusammen mit Mundt unternahm sie viele Reisen in Dänemark und im Ausland. Sie erhielt von 1890 bis 1893 und erneut 1896 das Reisestipendium der Akademie. Sie besuchten mehrmals Paris und unternahmen 1912 eine längere Reise in die Schweiz und nach Italien. Beide Frauen waren im Ausstellungsleben aktiv und stellten 1891 in Paris aus. Im selben Jahr adoptierten sie eine Tochter, Carla Mundt-Luplau, die sie gemeinsam großzogen. Im Laufe der Jahre bildete das Zuhause des Paares den Rahmen für viele soziale Aktivitäten und sie führten ein extrovertiertes Leben als selbstständige Künstlerinnen. Luplau trug kurz geschnittene Haare und maßgeschneiderte Kleidung, fuhr Fahrrad und rauchte Zigarren.
Luplau starb 1925 im Alter von 76 Jahren, drei Jahre nach dem Tod von Mundt. Die Gräber des Paares befinden sich auf dem Solbjerg Parkkirkegård in Kopenhagen.

## Ausstellungen (Auswahl)
- 1878, 1880–1881, 1883–1893, 1895–1896, 1898: Charlottenborg
- 1900–1903, 1905–1926: Charlottenborg
- 1888: Nordische Ausstellung (Nordisk Udstilling)
- 1893: Weltausstellung Chicago
- 1895: Künstlerinnen-Ausstellung (Kvindernes Udstilling), Kopenhagen
- 1913: Sonderausstellung (gemeinsam Emilie Mundt)
- 1920: Retrospektive Künstlerinnenausstellung (Kvindelige Kunstneres retrosp. Udstilling), Kopenhagen
- 1990: Randers Kunstmuseum
- 1990: Varde Museum
- 2007: Ausstellung mit Werken von Luplau und Mundt, KØN - Gender Museum Denmark[4]

## Werke (Auswahl)

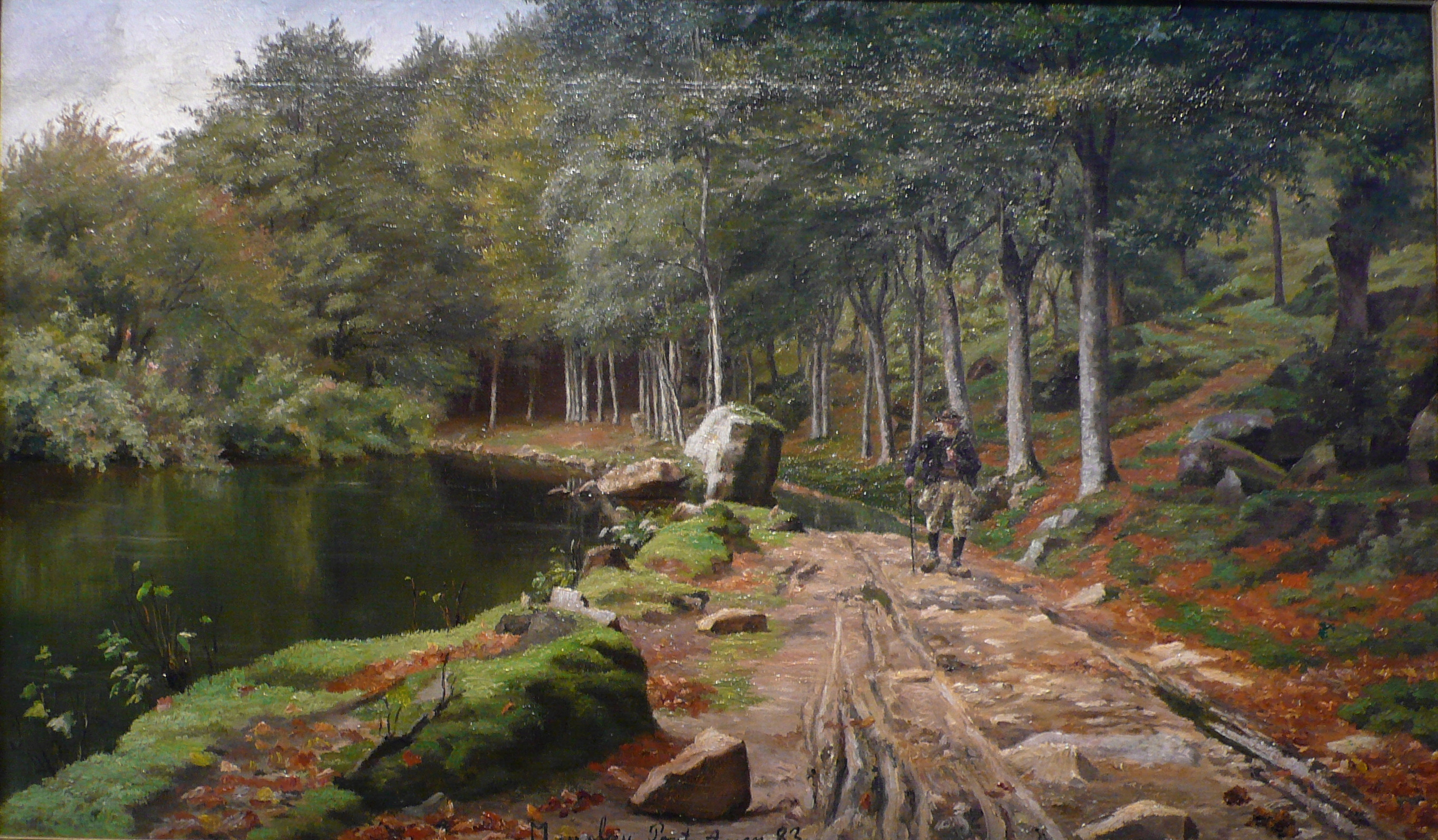
Le Bois d'Amour (1883)
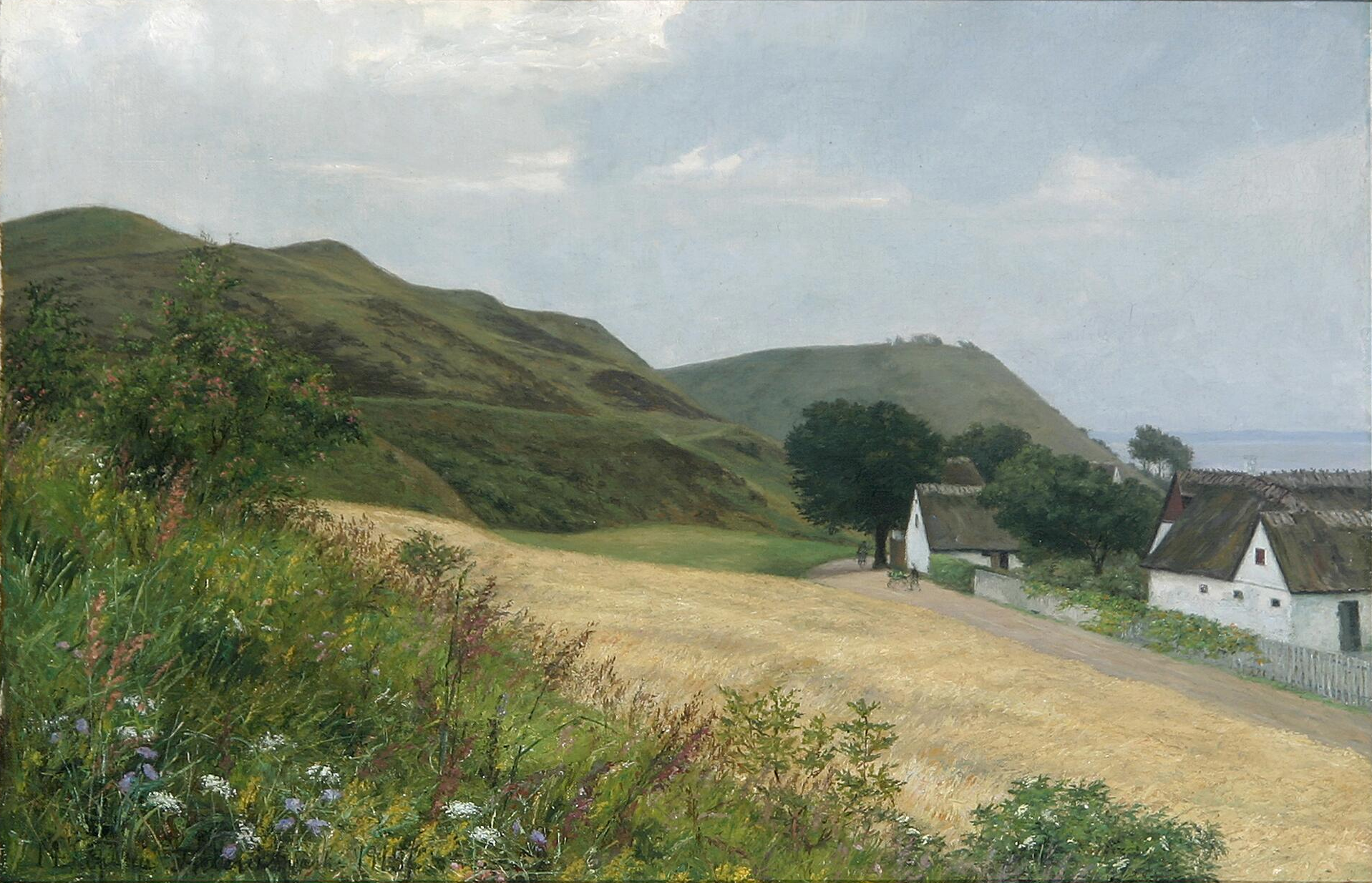
Summer Landscape Close to Frederiksvaerk
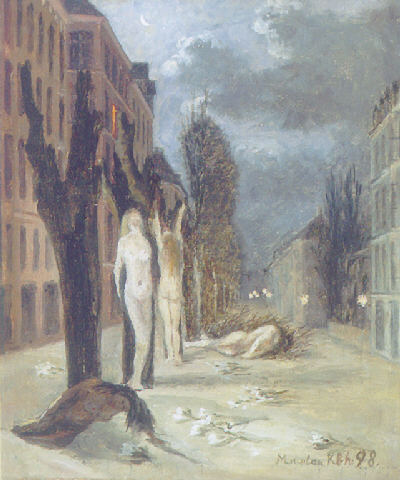
Symbolist Street Scene (1898)
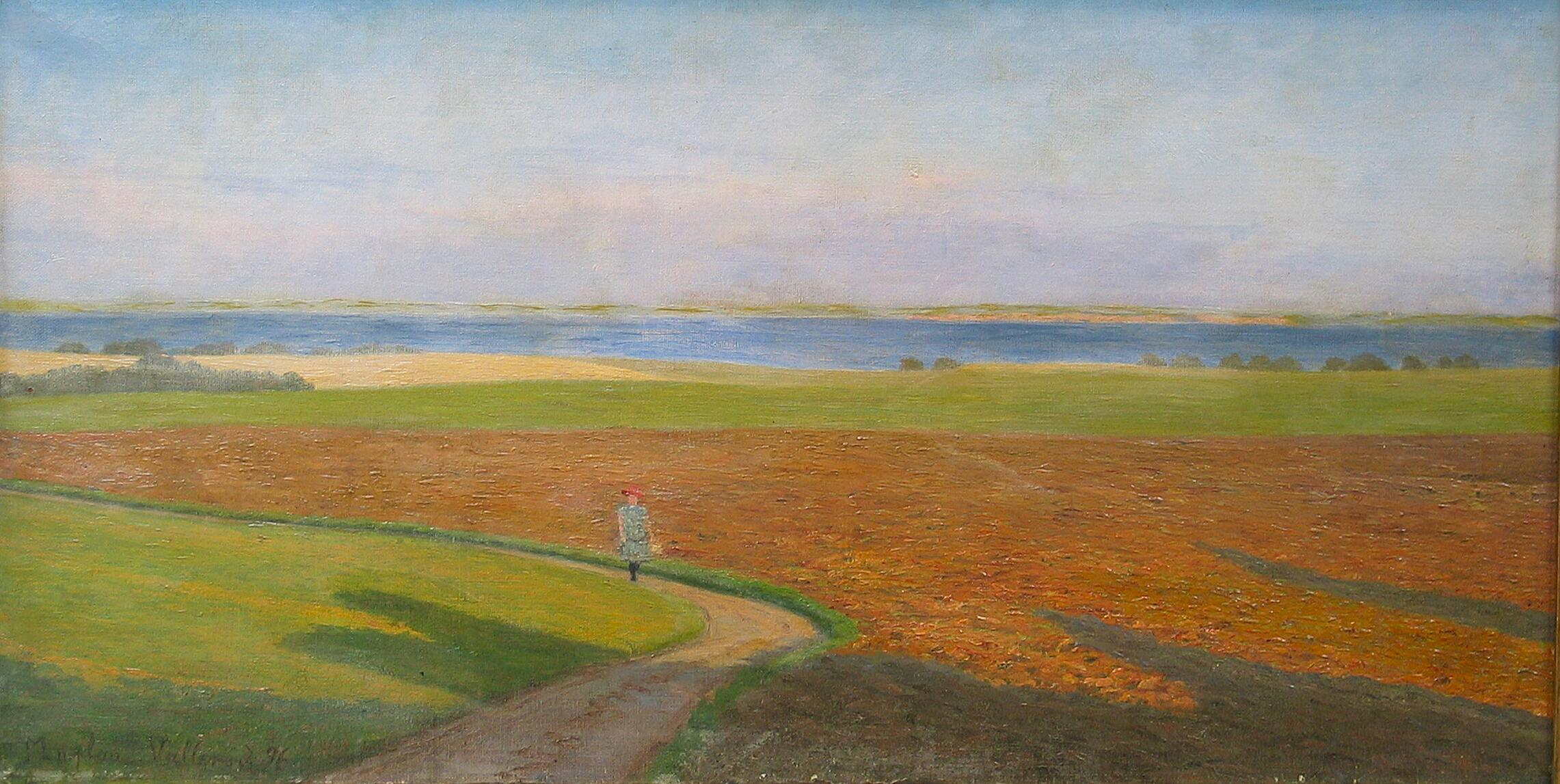
Landscape with woman walking (1997)